# Девясил великолепный
Девясил великолепный (лат. Inula magnifica) — вид многолетних растений рода Девясил семейства Астровые (Asteraceae).
Эндемик Кавказа.

## Ботаническое описание
Растение высотой до 2 м с толстым бороздчатым стеблем, крупными продолговатыми прикорневыми и нижними стеблевыми листьями длиной до 50 и шириной до 25 см. У основания листья сужаются и переходят в черешок длиной до 60 см. Верхние листья растения сидячие и гораздо мельче нижних. Желтые цветочные корзинки диаметром до 15 см расположены по одной или по несколько на цветоносах длиной до 25 см, образуя щитки. Цветет девясил великолепный в июле-августе, но после окончания цветения полностью теряет декоративность, поэтому обычно его срезают.

## В культуре

### Уход за растением
Для выращивания девясила великолепного и девясила высокого необходимы питательные почвы, глубоко обработанные перед посадкой, достаточно увлажненные. В почву хорошо добавить мел или известь. На развитии растения благоприятно сказывается мульчирование перепревшим навозом или компостом. На одном месте без пересадки и деления могут жить 8-10 лет.

### Размножение
Размножают делением куста весной, во время отрастания листьев, и посевом весной или осенью. Возможна посадка в августе, после окончания цветения. Для посадки выбирают участки около деревьев или крупных кустарников.

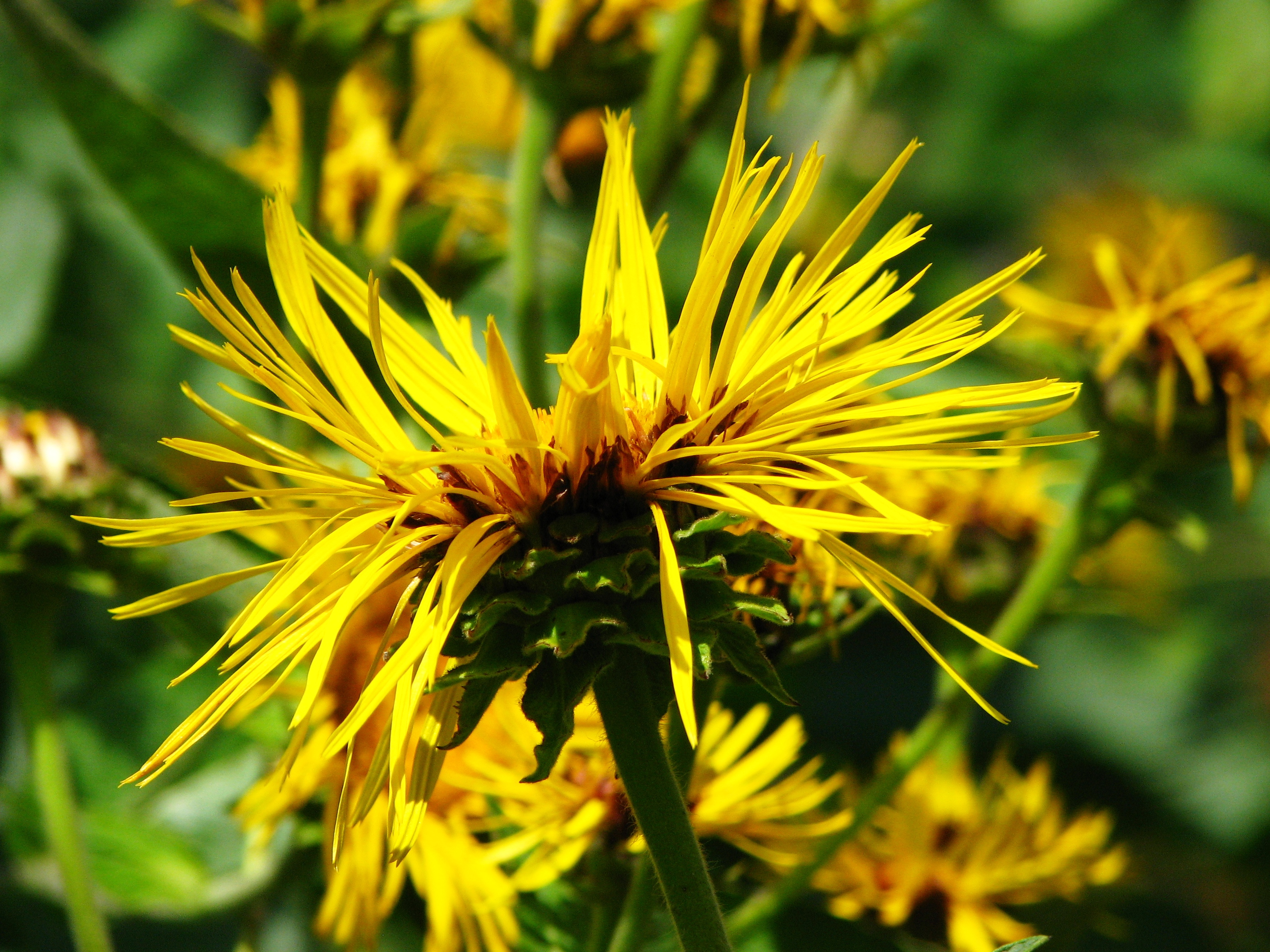
Соцветие
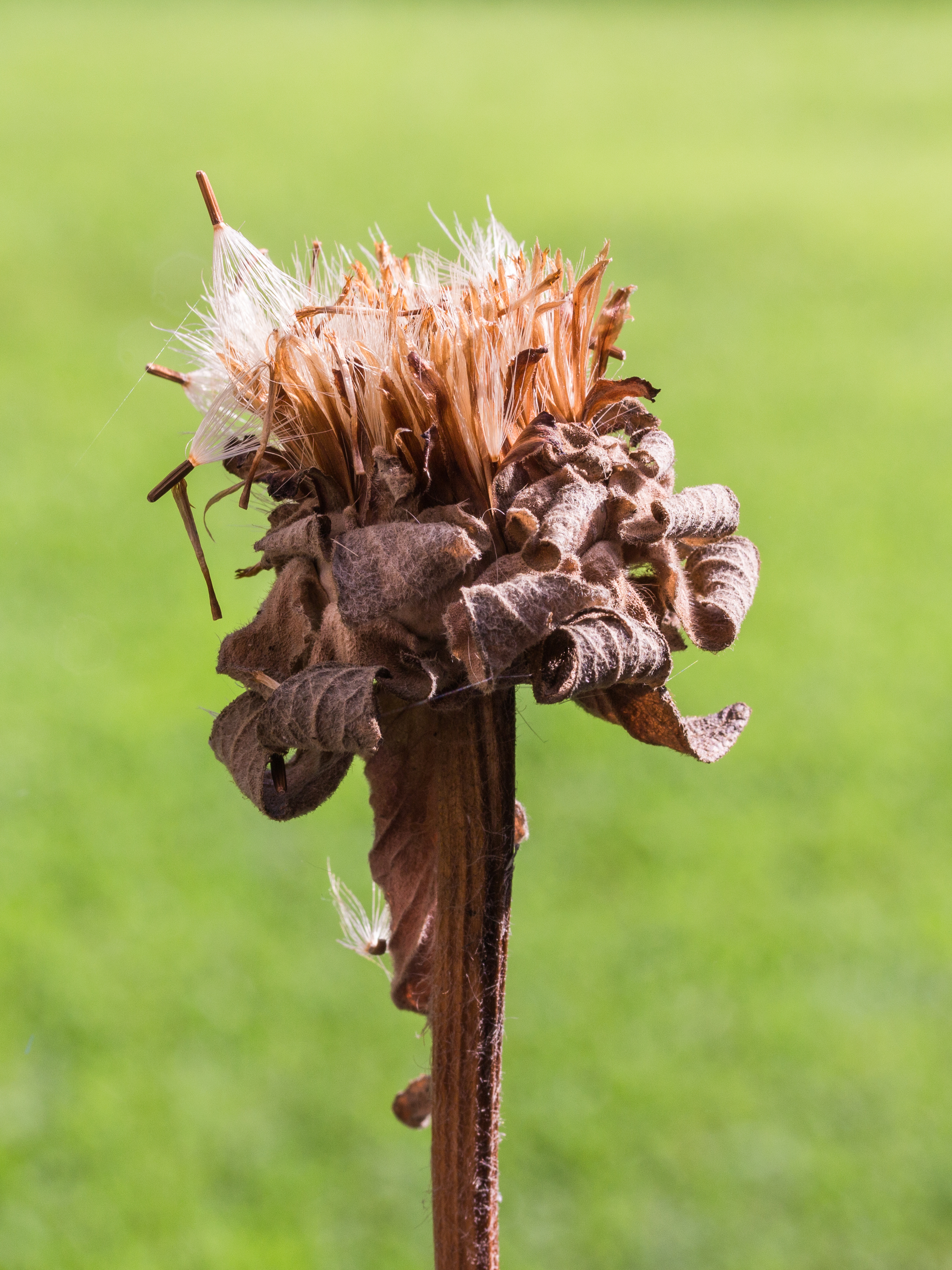
Семена